# Гарднер, Хелен (актриса)
Хе́лен Га́рднер (англ. Helen Gardner; 1884, Бингемтон — 1968, Орландо) — американская актриса театра и кино, кинопродюсер, единожды выступила как сценарист, художник по костюмам и редактор кинофильма.

## Биография
Хелен Луиза Гарднер родилась 2 сентября 1884 года в городке Бингемтон (штат Нью-Йорк). Окончив Американскую академию драматического искусства, начала карьеру театральной актрисы. В 1910 году была приглашена на работу в киностудию Vitagraph, и в течение 1910-х годов снялась в 60 фильмах, 54 из которых были короткометражными, а в одном она не была указана в титрах. В 1912 году, на капитал своей матери, основала киностудию Helen Gardner Picture Players. Студия просуществовала всего два года, и за это время Гарднер стала продюсером к 9 фильмам своей компании. В 1914—1915 годах Гарднер работала на киностудию Universal Studios, затем вернулась в Vitagraph, но её популярность стала угасать: в своём предпоследнем фильме Хелен снялась в 1920 году, а в 1924 году — в последнем.
Амплуа актрисы — сильная женщина, первый полноценный образ на экране «роковой женщины».
Хелен Гарднер скончалась 20 ноября 1968 года в Орландо (штат Флорида).

### Личная жизнь
Едва Гарднер исполнилось 18 лет, 16 октября 1902 года, она вышла замуж за видного бизнесмена Дункана Кларксона Пелла-старшего, который был на 15 лет старше её. При этом развод Пелла с первой женой состоялся всего лишь неделей ранее. Вскоре Хелен родила мужу ребёнка, а в 1906 году они разъехались, так как девушка отказалась бросать карьеру актрисы ради семьи. Тем не менее, официального развода не последовало до самой смерти бизнесмена в 1964 году в весьма преклонном возрасте.

На десятилетия гражданским мужем Гарднер стал режиссёр многих фильмов с её участием Чарльз Лесли Гэскилл (1870—1943), который был старше её на 14 лет.

## Избранная фильмография (актриса)
- 1911 — История двух городов / A Tale of Two Cities — к/м, роль неизвестна, в титрах не указана
- 1912 — Клеопатра[англ.] / Cleopatra — Клеопатра. Также в этом фильме Гарднер выступила как продюсер, редактор и художник по костюмам.
- 1913 — Вампир пустыни / Vampire of the Desert — к/м, Лиспет, Вампир пустыни
- 1924 — Сандра[англ.] / Sandra — жена Ла Флэмма